# Sportfilm
Ein Sportfilm ist ein Film, in dem Sportler, Sportarten oder sportliche Ereignisse im Mittelpunkt der Handlung stehen.

## Inhalt und Stil
Das Sportwissenschaftliche Lexikon (Röthig, 1992) definiert Sportfilme folgendermaßen: „Sportfilme im eigentlichen Sinne sind Filme, die durch den besonders gestalteten sportbezogenen Inhalt wesentlich geprägt sind. In einem weiteren unspezifischen Sinne können auch solche Filme als Sportfilme bezeichnet werden, die in einem gewissen Grade Themen aus dem Sport aufgreifen, die jedoch für den Film nicht bestimmend sind. [...]“ Die Definition lässt erahnen, dass Elemente des Sports gerne zusätzlich in die Dramaturgie von Filmen eingebaut werden, ohne dass diese Elemente für die Handlung eines Films eine wesentliche Bedeutung erlangen.
Zu der Frage, ob Sportfilme ein eigenes Filmgenre bilden, ähnlich wie Western, Komödie oder film Noir, werden in der Literatur unterschiedliche Standpunkte vertreten (vgl. Rowe, 1998; Philpott, 2000). In aktuellen Publikationen wird der Sportfilm als eigenständiges Genre anerkannt. Auf Grund der Vielzahl der Filme werden Subgenres wie Football-, Basketball-, Box-, Olympia- und Kampfsportfilm genannt. Auch der japanische Animationsfilm kennt ein etabliertes, eigenständiges Sport-Genre, das im Medienverbund mit dem japanischen Comic gewachsen ist.
Seit 2001 gibt es die European Outdoor Film Tour (EOFT). Ebenfalls einen starken Bezug zum Sport hat das seit 1976 existierende Banff Mountain Film Festival. Typische Filminhalte sind Dokumentationen über Extremsportarten. Bei beiden Formaten sind in fast jedem Jahr Beiträge über das Bergsteigen, Klettern, Kajak, Skifahren und Mountainbike enthalten. Es existieren weltweit weitere Sportfilm-Festivals, z. B. das vom Verband Deutscher Sportjournalisten ins Leben gerufene "Deutsche SportFilmFest".